# 오쿠역 (오카야마현)
오쿠역(일본어: 邑久駅)은 일본 오카야마현 세토우치시에 위치한 서일본 여객철도 아코 선의 철도역이다. 단선 승강장 1면 1선의 구조를 갖춘 지상역이다.

## 이용 현황
| 승차 인원 추이 | 승차 인원 추이 |
| 연도           | 1일 평균       |
| -------------- | -------------- |
| 1999           | 1,777          |
| 2000           | 1,841          |
| 2001           | 1,871          |
| 2002           | 1,830          |
| 2003           | 1,810          |
| 2004           | 1,741          |
| 2005           | 1,715          |
| 2006           | 1,664          |
| 2007           | 1,672          |
| 2008           | 1,667          |
| 2009           | 1,654          |
| 2010           | 1,646          |
| 2011           | 1,652          |
| 2012           | 1,663          |
| 2013           | 1,688          |
| 2014           | 1,653          |

## 역 주변
- 세토우치 시청
- 세토우치 시립 세토우치 시민 병원
- 유메타운 오쿠

## 역사
- 1962년 9월 1일 : 아코 선의 인베 - 히가시오카야마 간 연장 때에 개업.
- 1987년 4월 1일 : 일본국유철도 분할 민영화에 의해, 서일본 여객철도가 승계.
- 1992년 11월 : 미도리노마도구치 영업 개시.
- 2007년 8월 1일 : ICOCA 대응 간이형 자동개찰기 도입.

## 인접 역
| 서일본 여객철도 아코 선 | 서일본 여객철도 아코 선 | 서일본 여객철도 아코 선 |
| ----------------------- | ----------------------- | ----------------------- |
| 오사후네 아이오이 방면  | ■ 아코 선               | 오도미 오카야마 방면    |